# 路薩爾
路薩爾（阿拉伯语：لوسيل，ALA-LC转写: Lūsayl，阿拉伯語發音：[luːˈsajl]）是卡達艾爾戴揚自治市中最新的新市鎮，地處海岸邊，位於Al Kheisa市的北部。其還位於首都杜哈市中心北部15公里處，面積超過35平方公里，預計可以容納25萬人。當地有遊艇碼頭、住宅區、海島度假村、商業區和豪華的購物和休閒設施，包括2座高爾夫球場和娛樂區。建設工程目前還在進行中。本市鎮的開發由國家控股的卡達主權財富基金和Parsons Corporation負責。2021年完工的卢赛尔体育场可以容納86,250人，2022年世界盃足球賽的決賽於此舉行。盧塞爾是世界一级方程式锦标赛和世界摩托车锦标赛的举办场地之一。此外卢赛尔国际赛道和路薩爾體育館也位于該城市。